# Projet 23000E Chtorm
Le Projet 23000E Chtorm est un projet de classe de porte-avions destinée à la Flotte maritime militaire de Russie afin de compléter et remplacer l'unique navire de la classe Amiral Kouznetsov.

## Historique
Ce concept est proposé publiquement par le Centre de recherche d'état Krylov en août 2015. En 2017, il avait été rapporté qu’il ne fait pas partie des priorités du plan « Armement 2025 ».
À cette date, seul le chantier naval Zvezda à Bolchoï Kamen pourrait convenir à sa construction, mais uniquement lorsque sa modernisation sera achevée en 2024.

## Description
Ce serait le premier porte-avions russe doté d'un double système de catapultes qui pourra être de type CATOBAR ou EMALS (acronymes anglais).

## Galerie d'images

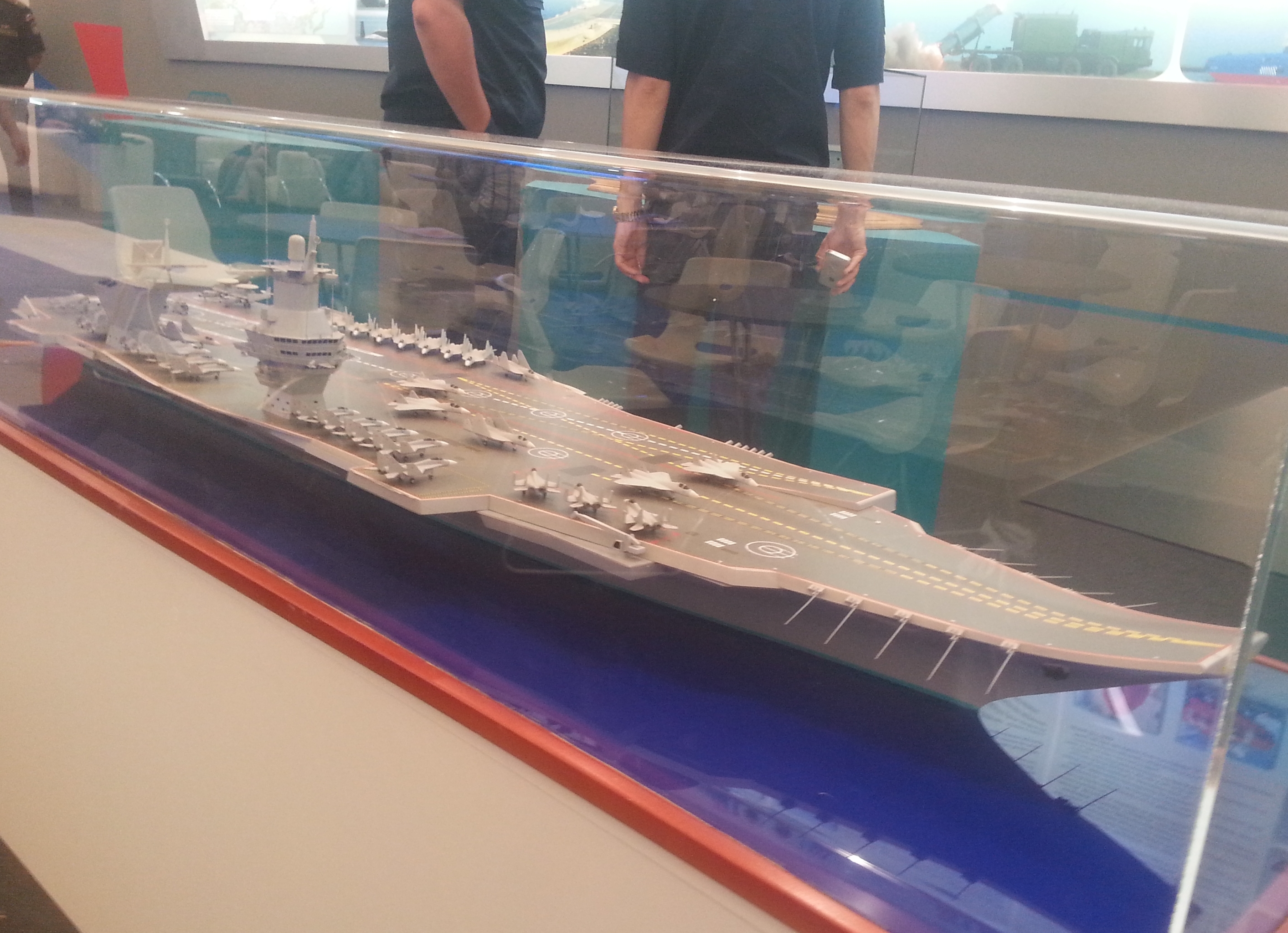
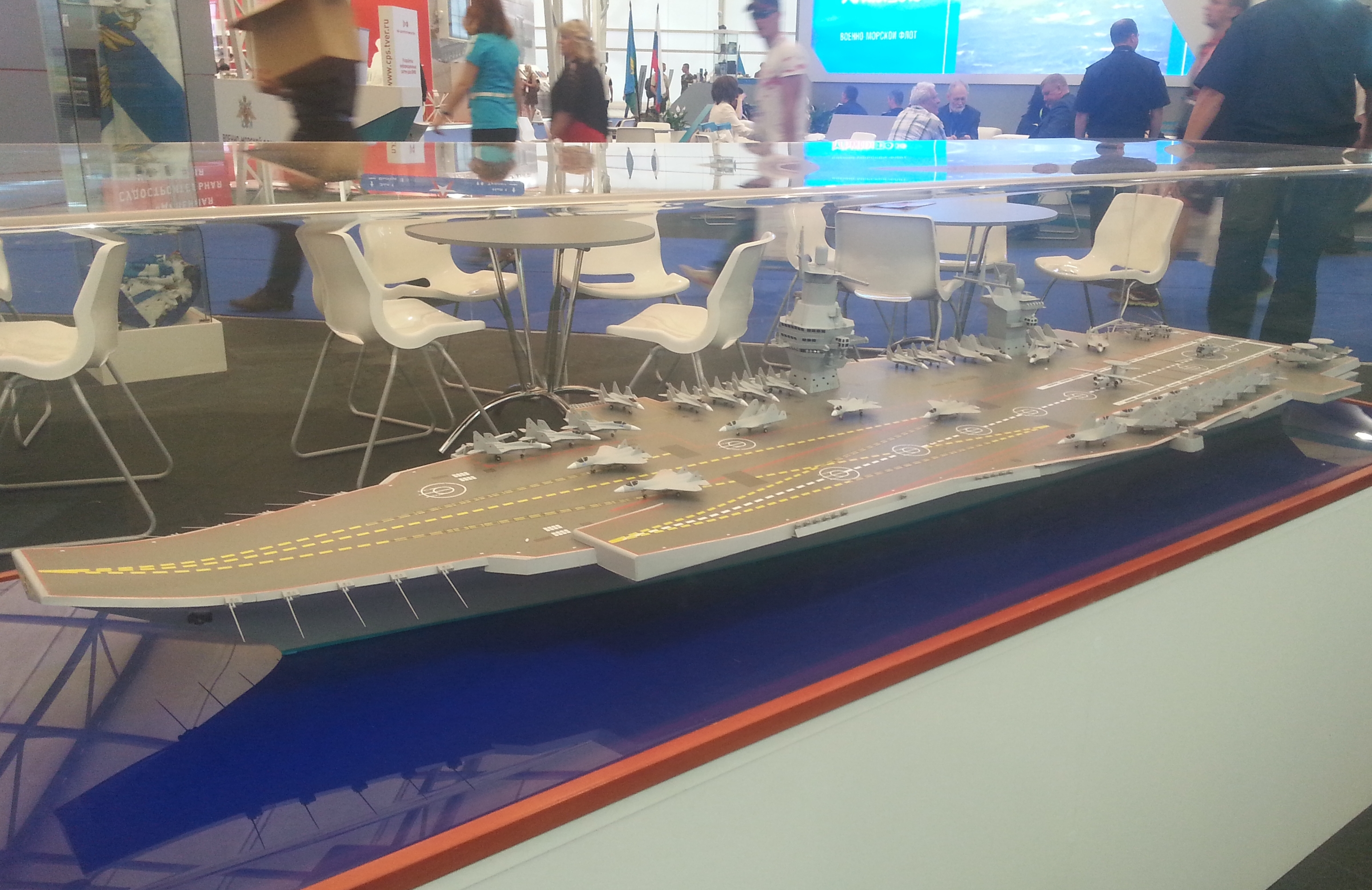
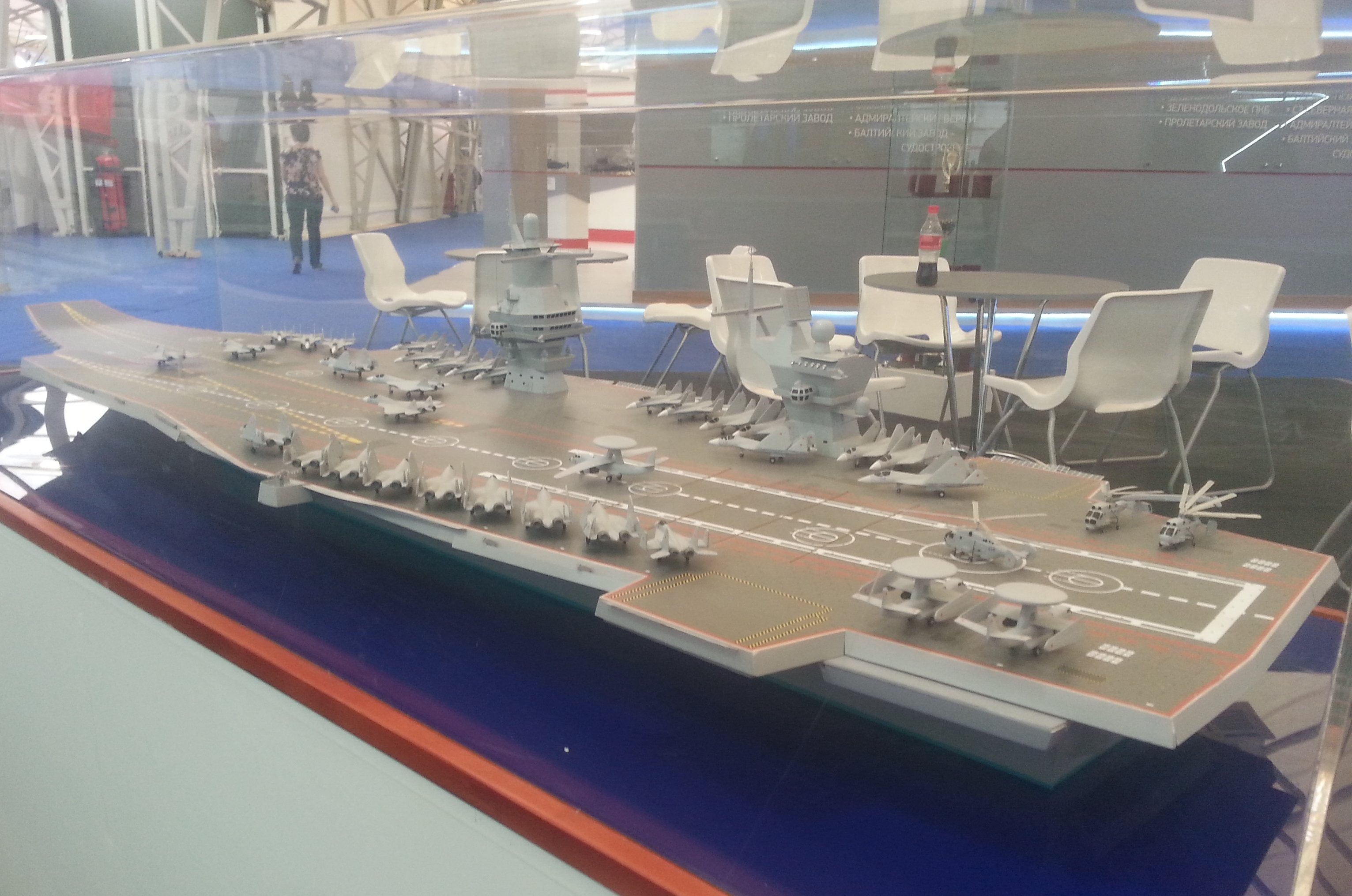